# Star'
Star' (anche traslitterata come Star) è una cittadina della Russia europea occidentale, situata nella oblast' di Brjansk. È dipendente amministrativamente dal rajon Djat'kovskij.
Sorge nella parte nordorientale della oblast', 11 chilometri ad ovest di Djat'kovo.